# Termelines
Der rheinische Volksheilige Termelines, auch Timerlin genannt, lebte im 11. Jahrhundert bei Nörvenich im Kreis Düren, Nordrhein-Westfalen.
Nach der Überlieferung war Termelines ein schottischer Mönch, der in Irland in einem Kloster lebte. Er kam nach Deutschland, um hier zu missionieren. In einem Traum hatte er einen bestimmten Ort gesehen, den er jetzt suchte. Über Aachen kam er zur Rur, die er überschritt. Am Neffeltal angekommen baute er sich eine Hütte. Mit der Zeit umgab ein schöner Garten seine Behausung. Die Bewohner der umliegenden Dörfer ließen sich von dem Eremiten nicht nur in der Kunst des Gartenbaus, sondern auch in der Religion unterrichten. In einer dunklen Nacht wurde Termelines in seiner Klause überfallen, um ihn zu berauben. Da er nichts Wertvolles besaß, wurde er mit einer Keule erschlagen. Die Bewohner wollten den Leichnam des Heiligen in ihrem Dorf bestatten. Der Streit wurde dadurch gelöst, dass man seinen Leichnam auf einen Wagen lud und die Ochsen einfach laufen ließ. Sie blieben in Ollesheim stehen. Dort wurde ihm zu Ehren dann die Termelineskapelle erbaut. Termelines wurde in einer Gruft bestattet.
In Ollesheim entwickelte sich ein Kult um den Heiligen. Bis zum Ende des 18. Jahrhunderts war das Grab Ziel frommer Pilger, die hier Wasser und Erde holten. Beides, Wasser und Heilerde, wurde gegen Schwindsucht und Brechdurchfall angewandt.
Sein Namenstag wird am Sonntag nach dem Michaelsfest (29. September) gefeiert.